# Hubert Hahne
Hubert Hahne, född 28 mars 1935 i Moers i Nordrhein-Westfalen, död 24 april 2019 i Düsseldorf i Nordrhein-Westfalen, var en tysk racerförare.

## Racingkarriär
Hahne tävlade i formel 1 i slutet av 1960-talet och början av 1970-talet. Han deltog i Tysklands Grand Prix tre gånger och kom som bäst på tionde plats i Tyskland 1968.

## F1-karriär

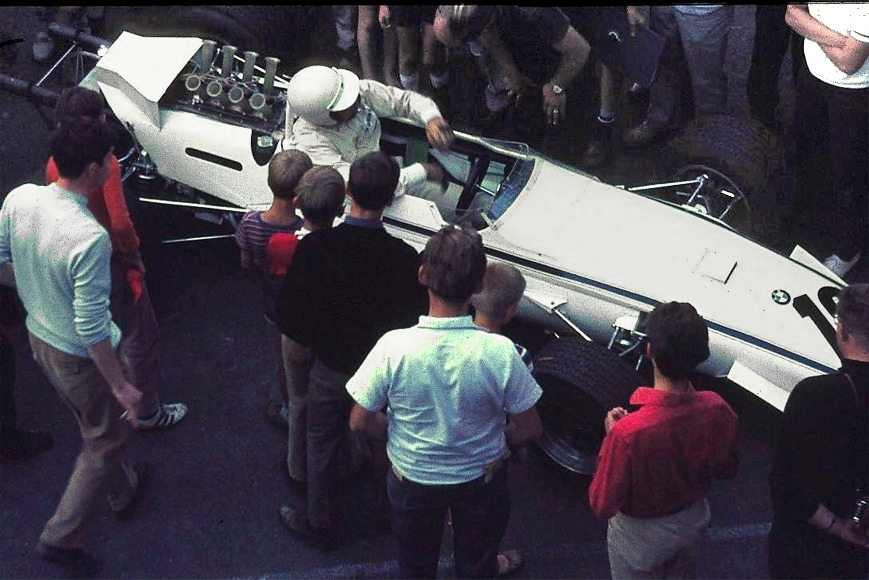
Hubert Hahne i Lola-BMW F2 1968

| Säsong | Stall/Tillverkare         | Poäng | Placering |
| ------ | ------------------------- | ----- | --------- |
| 1967   | BMW (Lola-BMW)            | 0     | –         |
| 1968   | BMW (Lola-BMW F2)         | 0     | –         |
| 1970   | Hubert Hahne (March-Ford) | 0     | –         |